# Méduse (Rubens)
Pour les articles homonymes, voir Méduse.
Tête de Méduse est un tableau de Pierre Paul Rubens peint vers 1617-1618. Frans Snyders a pu participer à sa création. Cette huile sur bois et toile est actuellement conservée au musée d'Histoire de l'art de Vienne. 

## Description
La toile mesure 68,5 × 118 cm. 